# Attila le Hun (téléfilm, 2001)
Pour les articles homonymes, voir Attila (homonymie).
Pour plus de détails, voir Fiche technique et Distribution.
Attila le Hun est un téléfilm historique américain en 2 parties, de Dick Lowry diffusé en 2001.

## Synopsis
Au Ve siècle, malgré la décadence, la corruption, les rivalités politiques, les guerres et les invasions barbares, l'Empire romain est encore la plus grande puissance au monde. Une ancienne prophétie des peuples Huns, originaires des steppes d'Asie centrale, raconte qu'un jour, un roi tout-puissant unira les tribus Huns et disputerait à l'Empire romain le droit de régner sur le monde.
Attila, fils orphelin du chef de la tribu Moundzouk et élevé par son oncle le roi Ruga, réalise cette prophétie entre 434 et 453. Il profite de la faiblesse militaire des empires romains d'orient et d'occident sur le front Asiatique et de l'immaturité de l'empereur romain actuel Valentinien III, pour réaliser la prophétie et menacer sérieusement Rome. L'impératrice romaine Galla Placidia fait alors sortir de prison Flavius Aetius, un ancien chef des armées romaines particulièrement brillant, rusé et machiavélique, emprisonné à la suite d'un coup d'État raté.
L'ultime bataille a lieu à Châlons-en-Champagne en Gaule, où les légions romaines, appuyées par les Wisigoths de Théodoric Ier, prennent l'avantage de justesse. Attila se retire alors chez lui pour l'hiver et prévoit de revenir au printemps. Mais il meurt empoisonné, victime de la vengeance d'une de ses épouses le jour de ses noces à la suite d'un complot de Flavius Aetius et ce dernier est poignardé par la suite par Valentinien III une fois sa mission accomplie.
Les empires romain et hunnique s'effondrent et laissent place en Europe au chaos et à la destruction pendant plusieurs siècles.

## Fiche technique
- Réalisation : Dick Lowry
- Scénariste : Robert Cochran
- Musique : Nick Glennie-Smith
- Durée : 177 min
- Pays :  États-Unis /  Lituanie
- Langue : anglais
- Couleur : Color
- Son : stéréo

## Distribution
- Gerard Butler (VF : Patrice Baudrier) : Attila le Hun
  - Rollo Weeks : Attila jeune
- Powers Boothe (VF : Daniel Beretta) : Flavius Aetius
- Simmone Mackinnon (VF : Ivana Coppola) : N'Kara et Ildico
- Reg Rogers (en) (VF : Denis Boileau) : Valentinien III, empereur romain d'Occident
- Alice Krige (VF : Évelyn Séléna) : Galla Placidia
- Pauline Lynch (VF : Marie-Laure Dougnac) : Galen
- Steven Berkoff (VF : Benoît Allemane) : le roi Ruga
- Andrew Pleavin : Flavius Oreste
- Tommy Flanagan (VF : Thierry Mercier) : Bleda
- Kirsty Mitchell (VF : Juliette Degenne) : Honoria
- Jonathan Hyde : Felix
- Tim Curry : Théodose II, empereur romain d'orient
- Janet Henfrey : Palcharia
- Liam Cunningham (VF : Jean-Claude Donda) : Théodoric Ier, roi des Wisigoths
- Richard Lumsden (en) : Petronius
- Mark Letheren (en) : Thorismond
- David Baillie : le shaman
- Isla Fisher (VF : Marie-Eugénie Maréchal) : Cerca

 Source et légende : version française (VF) sur RS Doublage